# Jacob Wallenbergs professur i nationalekonomi

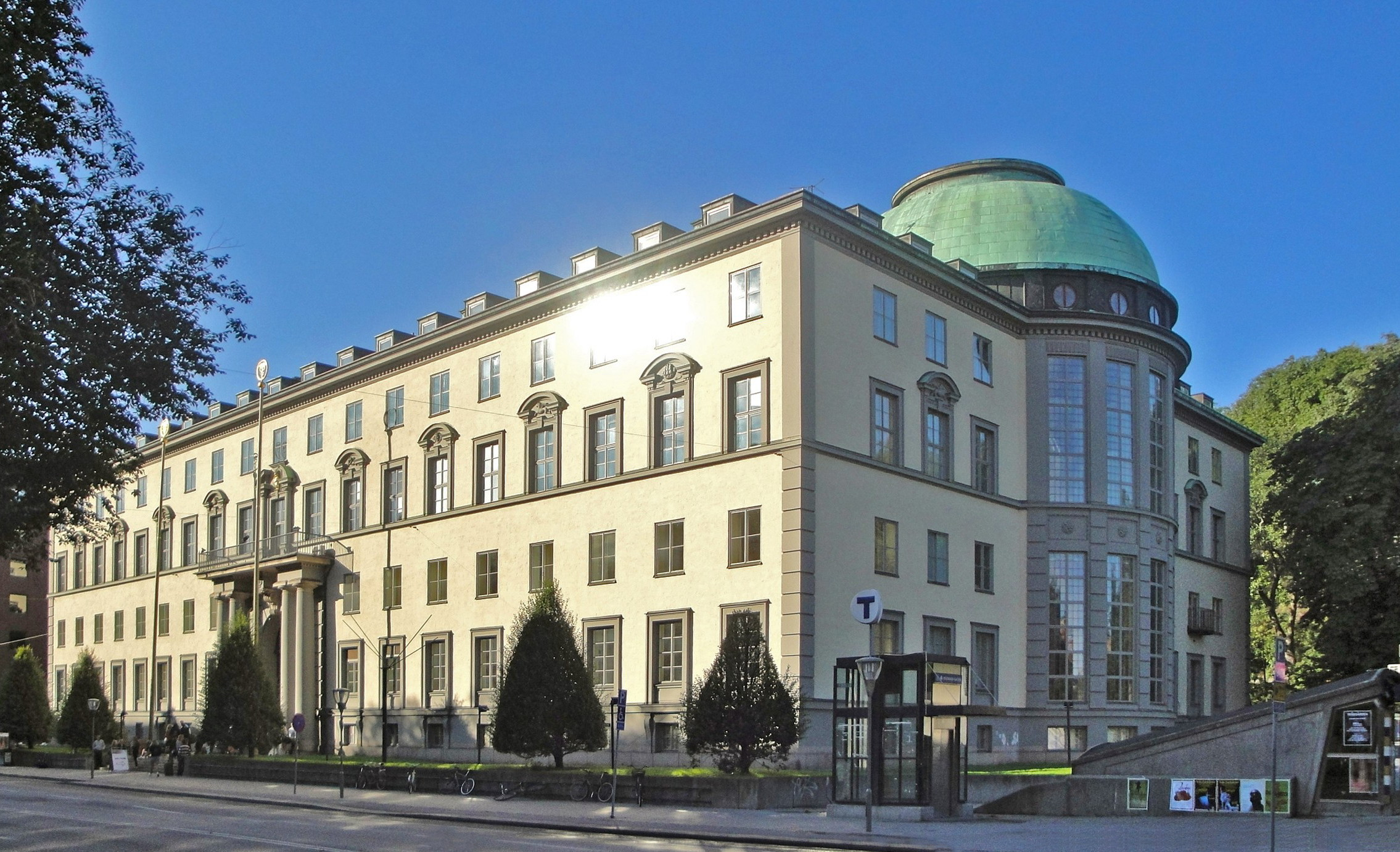
Jacob Wallenbergs professur i nationalekonomi är en donationsprofessur vid Handelshögskolan i Stockholm

Jacob Wallenbergs professur i nationalekonomi med särskild inriktning mot det svenska näringslivets utveckling och den ekonomiska politiken är en donationsprofessur i nationalekonomi vid Handelshögskolan i Stockholm. Professuren inrättades år 1984 genom en donation från Wallenbergstiftelserna och är namngiven efter Jacob Wallenberg (1892-1980). Nuvarande innehavare är professor Richard Friberg vid Handelshögskolan i Stockholm.

## Innehavare
1. Johan Myhrman 1984-1997
2. Magnus Henrekson 2001-2009
3. Richard Friberg 2009-